# Liste europäischer Bezeichnungen chinesischer Orte
Diese Liste enthält geographische Eigennamen aus China, die in Europa üblich waren oder sind und von der lokalen Bezeichnung (chinesisch oder Sprache nationaler Minderheiten) abweichen. Nicht aufgeführt sind Namen, die sich lediglich durch eine veraltete Umschrift unterscheiden (Beispiele: Honan= Henan, Schanghai=Shanghai). Der „westliche“ Name ist dem chinesischen vorangestellt.

## A
- Amoy: Xiamen
- Amur: Heilong Jiang

## B
- Brahmaputra: Yarlung Zangbo Jiang

## C
- Cheefoo, Tschifu: Yantai

## D
- Dalny: Dalian

## F
- Formosa: Taiwan

## G
- Gelber Berg: Huang Shan
- Gelber Fluss: Huang He
- Golf von Chihli: Bo Hai

## H
- Hongkong: Xianggang
- Hopeh: Hebei

## I
- Indus: Shiquan He
- Innere Mongolei: Nei Monggol Zizhiqu, Neimeng, Neimenggu

## J
- Jangtsekiang: Changjiang

## K
- Kalgan: Zhangjiakou
- Kanton (Provinz): Guangdong
- Kaschgar: Kashi, Kaxgar
- Kirin: Jilin

## M
- Macau, Macao: Aomen
- Mandschurei: Dongbei
- Mekong: Lancang Jiang
- Mukden: Shenyang

## N
- Nanking: Nanjing
- Ningsia: Ningxia

## P
- Peking: Beijing
- Perlfluss: Zhu Jiang
- Port Arthur: Lüshunkou

## S
- Salween: Nujiang
- Sezuan: Sichuan
- Sikiang, Westfluss: Xi Jiang
- Sutlej: Satluj, Langqen Zangbo, Xiangquan He

## T
- Taipeh: Taibei
- Tientsin: Tianjin
- Tibet: Xizang zizhiqu, Xizang
- Tsangpo: Maquan He
- Tschifu, Cheefoo: Yantai
- Tsikiang, Westfluss: Xi Jiang
- Tsinghai: Qinghai
- Tsingtao, Tsingtau: Qingdao

## U
- Uigurien: Xinjiang
- Urumtschi: Ürümqi, Wulumuqi

## V
- Volksrepublik China: Zhonghua Renmin Gongheguo

## W
- Wulumchi: Ürümqi, Wulumuqi

## Z
- Zizikar: Qiqihar